# Kia EV6
L'EV6 est un crossover électrique du constructeur automobile Sud-coréen Kia produit depuis 2021. Elle est le premier modèle de la gamme de voitures électriques « EV » du constructeur. Elle est élue « Voiture européenne de l'année 2022 » et « North American Utility of the Year  2023 ».

## Présentation
La Kia EV6 est annoncée par un teaser le 9 mars 2021 puis présentée officiellement le 30 mars 2021.
La Kia EV6 offre une garantie de 7 ans ou 150 000 km.
Une version GT, plus sportive, est lancée en juillet 2022. Les premières livraisons sont prévues pour novembre 2022. Il s'agit du véhicule le plus puissant et le plus performant jamais produit par Kia.

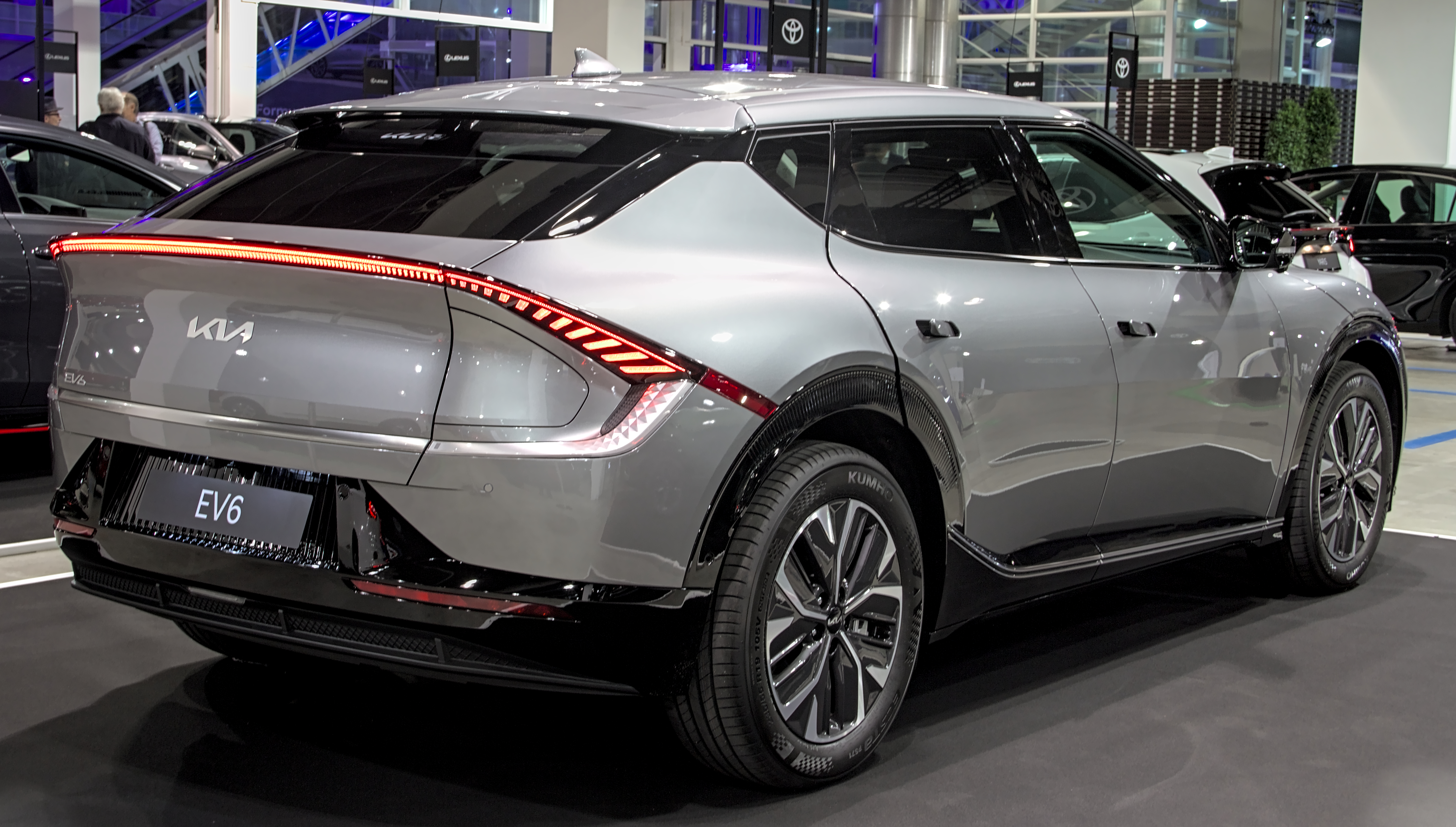
Vue arrière
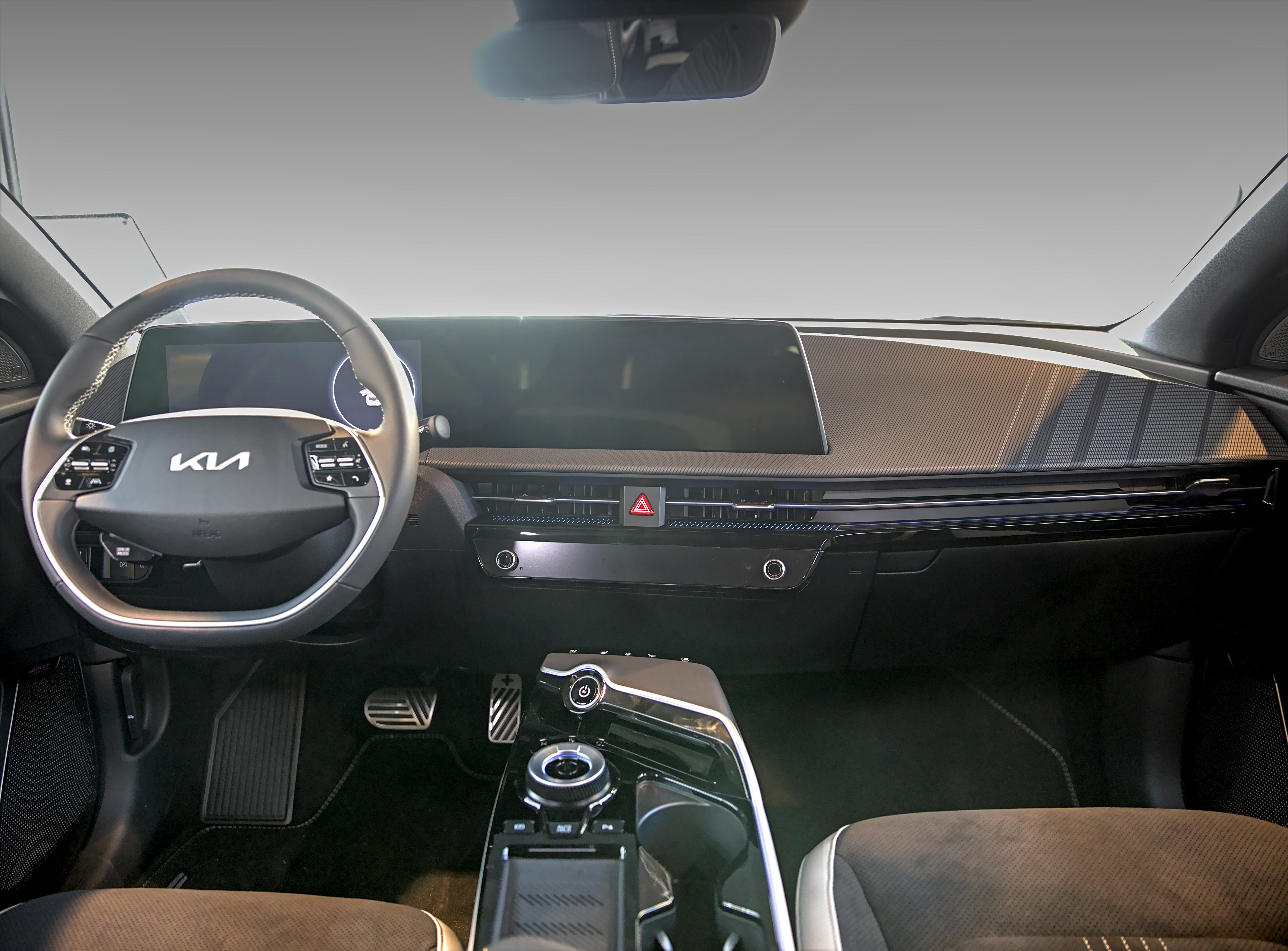
Intérieur

### Phase 2
La version restylée de l'EV6 européenne est présentée le 30 août 2024.

## Caractéristiques techniques
L'EV6 est le premier modèle de la gamme de véhicules électriques « EV » de Kia, développée sur la base de la plateforme technique E-GMP, et le premier véhicule 100 % électrique non développé à partir d'un modèle thermique, à l'inverse de l'e-Soul ou l'e-Niro.
L'EV6 propose deux types de transmission selon le moteur (deux ou quatre roues motrices). L'autonomie va de 400 km pour la version GT à 510 km pour la version à deux roues motrices.  
La Kia EV6 dispose, en option, d'une fonctionnalité de recharge bi-directionnelle V2L (« Vehicle-to-Load »), qui permet de redistribuer l'énergie de la batterie vers un équipement électrique extérieur ou un autre véhicule électrique. 
L'EV6 est la première voiture au monde à posséder un essieu moteur intégré. 

### Design et équipements
À l'avant, la calandre est de type « tigre numérique » inspirée du « Tiger Nose » (« nez de tigre ») du constructeur. Des volets d'air actifs sont installés pour contrôler efficacement le flux d'air et réduire la résistance de l'air. 
Le design de la partie latérale est plutôt inspiré des crossovers. On trouve de larges hanches, tandis que les lignes sont plus dynamiques. Afin d'allonger visuellement l'EV6, une ligne part du bas des portes et remonte au niveau des passages de roues à l'arrière. L'EV6 est dotée de poignées de porte affleurantes et d'un becquet à l'arrière afin d'optimiser son aérodynamisme. À l'arrière, les feux sont imposants et élargissent visuellement l'EV6. 
Le design intérieur augmente l'expansion visuelle avec un écran panoramique incurvé et le système de commande de l'infodivertissement/climatisation placé en bas de l'écran de navigation. Des boutons tactiles sont présents sur la console centrale et commandent les sièges avant et le volant chauffant[réf. nécessaire]. Le combiné d'instrumentation comme le système d'info-divertissement mesurent 12,3".
Ce SUV électrique propose des aides à la conduite telles que la technologie d'assistance à la conduite sur autoroute, le régulateur de vitesse couplé à la navigation ou encore le système de freinage multi-collision. À partir de la finition GT-line, l'EV6 est équipée d'un affichage tête-haute avec fonction de réalité augmentée.

### Motorisations
L'EV6 propose trois motorisations 100 % électriques. La moins puissante affiche 228 ch envoyés sur le train arrière, puis la deuxième motorisation cumule 325 ch en quatre roues motrices, et enfin la motorisation la plus puissante délivre 585 ch pour la version GT, également à quatre roues motrices. Cette dernière profite d'une accélération de 0 à 100 km/h en 3,5 s. Ces performances sont possibles uniquement si la batterie est chargée à au moins 70 %. 
Le moteur électrique d'entrée de gamme procure 350 N m de couple, contre 605 N m pour la deuxième motorisation et 740 N m pour la version GT.  

### Batteries
Phase 1
Deux packs de batteries sont disponibles d'une capacité de 58 kWh en entrée de gamme et de 77,4 kWh pour la plus grande capacité. 
La Kia EV6 profite d'une batterie fonctionnant sous 800 V, comme la Porsche Taycan premier véhicule électrique à utiliser cette tension, lui permettant une recharge de 10 % à 80 % en 18 minutes sur les bornes Ionity. Cela équivaut à 100 km d'autonomie récupérés en 4 minutes et 30 secondes, d'après le constructeur. L'EV6 est également compatible avec les infrastructures de recharge  400 V.
Phase 2
En entrée de gamme la capacité de la batterie passe de 58 à 63 kWh, quand la version Grande Autonomie propose 84 kWh au lieu de 77,4 kWh, tandis que la puissance de charge maximale évolue à 258 kW au lieu de 239 kW.
| Logo de Kia                               | EV6                  | EV6                  | EV6                  |
| Logo de Kia                               | RWD 58               | RWD 77               | AWD 77               |
| ----------------------------------------- | -------------------- | -------------------- | -------------------- |
| Puissance moteur électrique (kW)          | 125                  | 168                  | 239                  |
| Puissance maximale (ch)                   | 170                  | 229                  | 325                  |
| Couple maximal (N m)                      | 350                  | 350                  | 605                  |
| Transmission                              | Propulsion           | Propulsion           | Intégrale            |
| Vitesse maximale (km/h)                   | 185                  | 185                  | 188                  |
| 0-100 km/h (s)                            | 8,5                  | 7,3                  | 5,2                  |
| Consommation (kWh/100 km)                 |                      |                      |                      |
| Masse à vide (kg)                         | 1875                 | 1985                 | 2090                 |
| Batterie                                  |                      |                      |                      |
| Type                                      | Lithium-ion polymère | Lithium-ion polymère | Lithium-ion polymère |
| Capacité brute (kWh)                      | 58                   | 77,4                 | 77,4                 |
| Autonomie (cycle WLTP)                    |                      | 541                  | 497                  |
| Poids (kg)                                | 370                  | 477,1                | 477,1                |
| Puissance maximale de charge              |                      |                      |                      |
| en courant alternatif monophasé (AC) (kW) | 7,4                  | 7,4                  | 7,4                  |
| en courant alternatif triphasé (AC) (kW)  | 11                   | 11                   | 11                   |
| en courant continu (DC) (kW)              | 180                  | 239                  | 239                  |
| Temps de recharge                         |                      |                      |                      |
| sur une Wallbox 11 kW (AC) (10 à 100 %)   | 5h55                 | 7h20                 | 7h20                 |
| sur une borne 50 kW (DC) (10 à 80 %)      | 63 minutes           | 73 minutes           | 73 minutes           |
| sur une borne 350 kW (DC) (10 à 80 %)     | 18 min               | 18 min               | 18 min               |

## Finitions

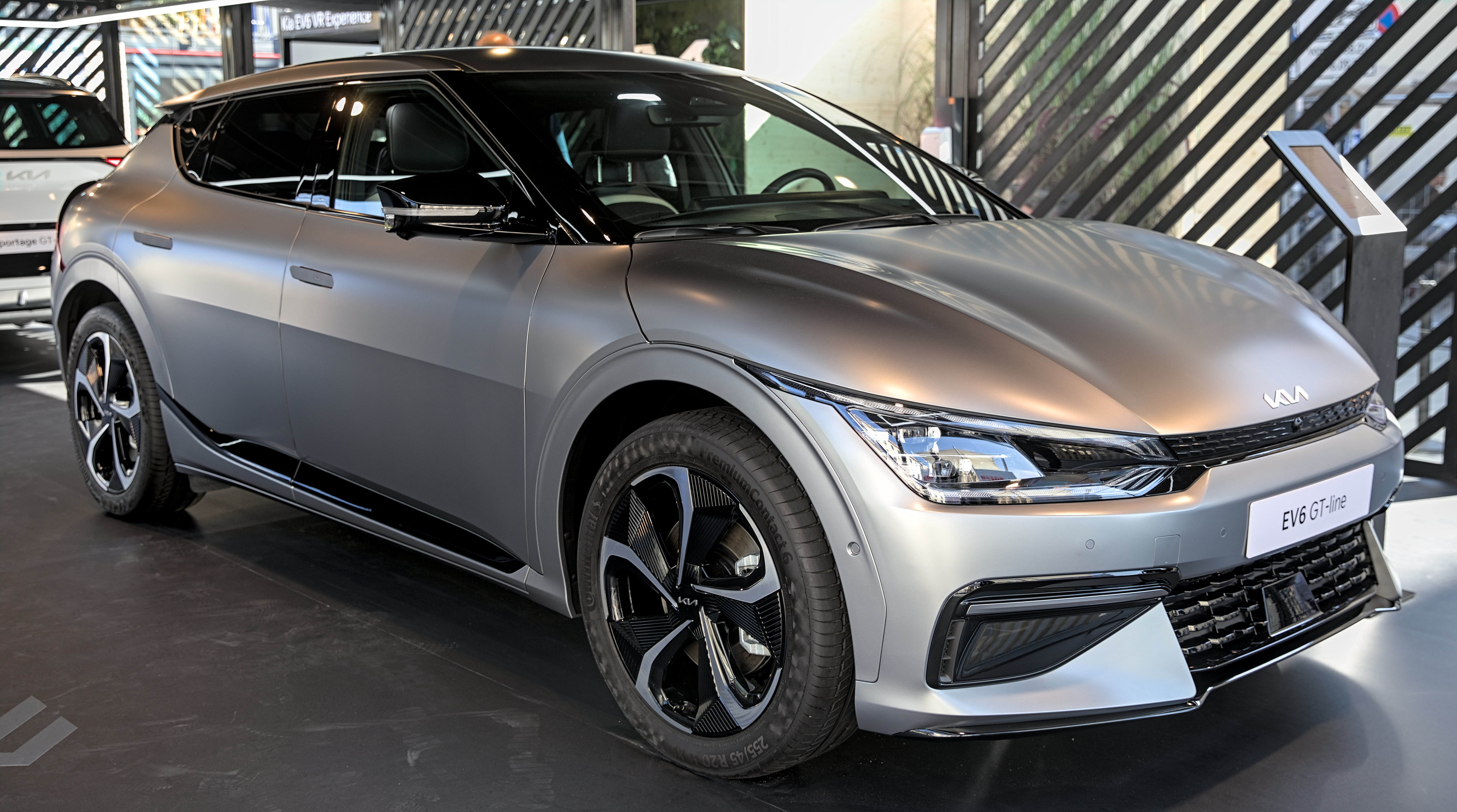
Kia EV6 GT-line

- Air Active
- Air Design
- GT-line
- GT

### GT

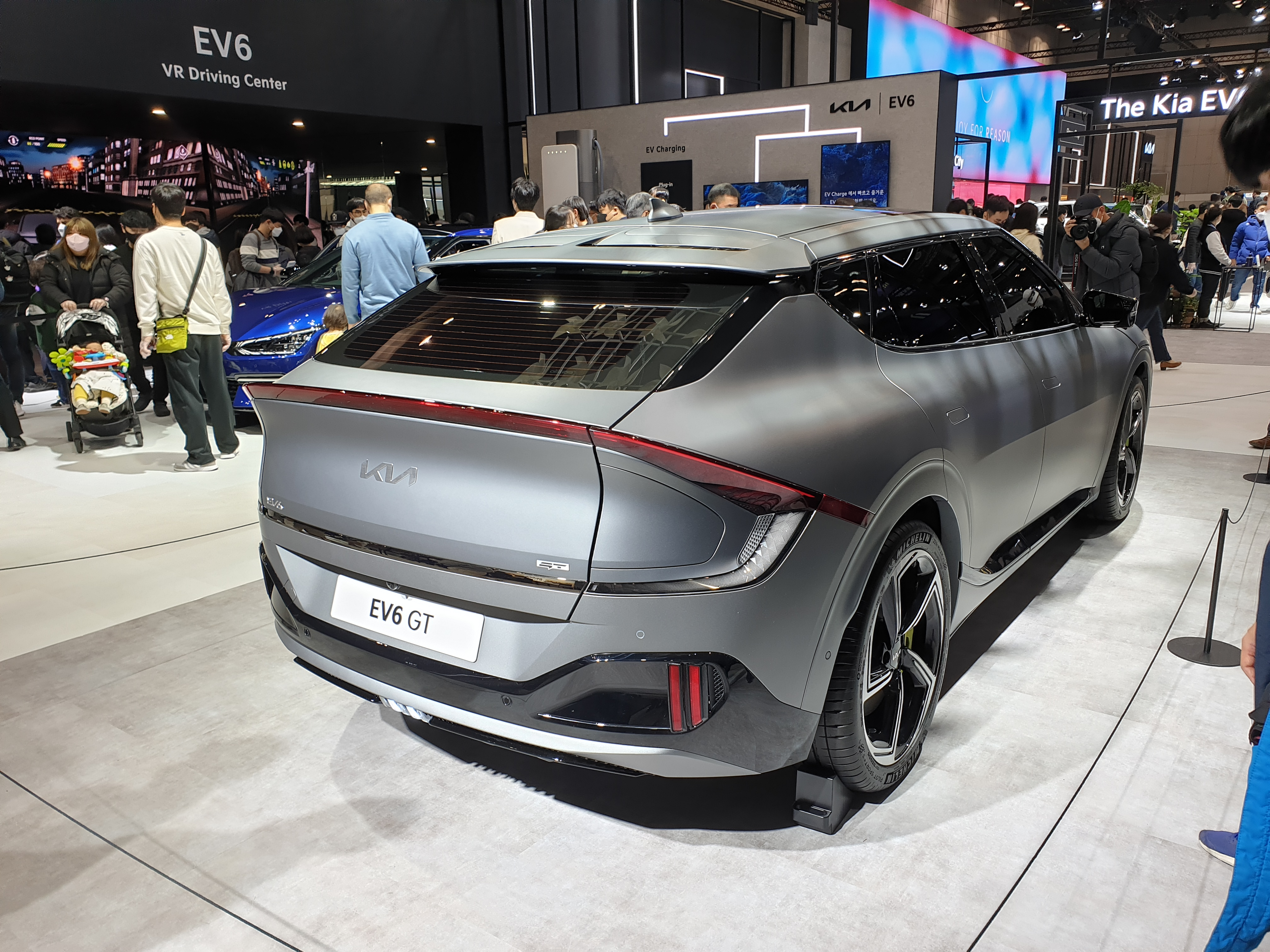
Kia EV6 GT

L'EV6 se décline dans une version sportive baptisée GT disponible à partir du quatrième trimestre 2022. Il s'agit de la Kia la plus puissante de l'histoire, avec une puissance cumulée de 585 ch. Cette version dispose de quatre roues motrices. 
Elle dispose de 740 N m de couple, lui permettant une vitesse maximale de 260 km/h et un 0 à 100 km/h en 3,5 s. Sur cette accélération, l'EV6 GT est plus performante que le Tesla Model Y Performance, qui réalise le 0 à 100 km/h en 3,7 s.  
L'EV6 GT se distingue des autres EV6 par des boucliers avant et arrière spécifiques ainsi que des jantes 21" et des étriers de frein Vert Néon. À l'intérieur, elle reçoit des inserts Vert Néon et des sièges baquets intégraux habillés de suède. 

La Kia EV6 GT dispose de quatre modes de conduite (Eco, Normal, Sport et GT). Le dernier permet de disposer de la puissance maximale du véhicule. 

### Personnalisation
Selleries
La Kia EV6 propose quatre selleries différentes en fonction de la finition. 
- Active : sellerie mixte tissu/cuir artificiel recyclé Noir
- Design : sellerie cuir artificiel Noir
- GT Line : sellerie mixte suède/cuir artificiel Noir avec renforts Blanc
- GT : sièges baquets avec sellerie suède Noir et surpiqûres Vert Néon

La finition Active reçoit des inserts gris, mais ces inserts sont en impression 3D GEONIC pour les autres finitions. 
Coloris extérieurs
Cette Kia propose les 11 coloris extérieurs suivants :
- Blanc Glacier
- Jaune Pasadena (disponible à partir de 2022)
- Blanc Nacré
- Bleu Pacifique
- Bleu Saphir
- Vert Amazone
- Noir Ébène
- Gris Comète Mat
- Gris Comète
- Gris Cosmique
- Rouge Magma

Jantes
Les jantes varient en fonction de la finition de l'EV6. 
- Active : jantes Gris métallisé 19" de série
- Design : idem, mais disponibilité en option des jantes Noir Glossy 20"
- GT-line : jantes Noir Glossy 19" de série (20" en option)
- GT : jantes Sport 21" de série

## Concept car

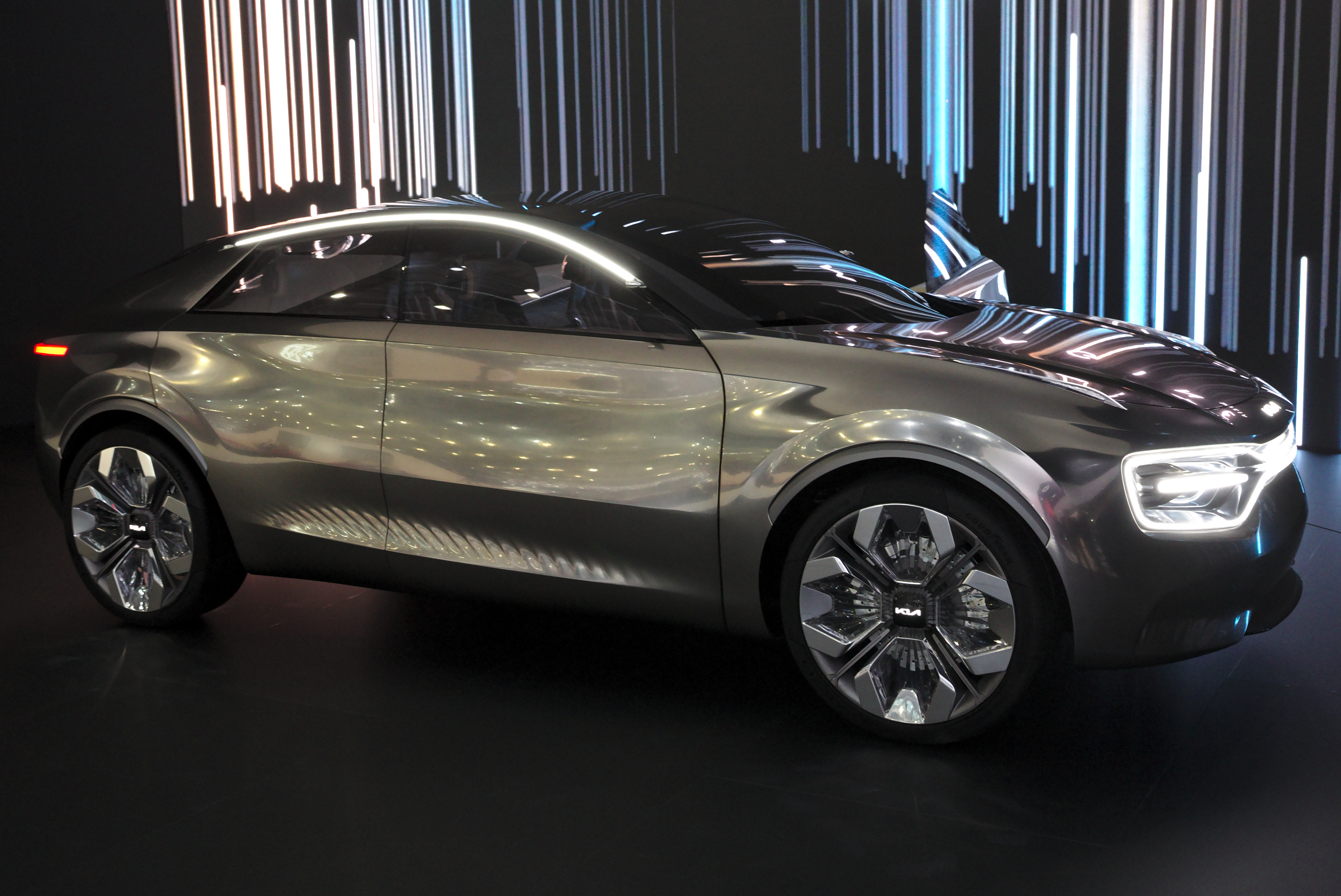
Kia Imagine Concept au salon de Genève 2019

La Kia EV6 est préfigurée par le concept car Kia Imagine Concept présenté au salon international de l'automobile de Genève 2019.